# Pyura
Pyura Molina, 1782 è un genere di ascidie della famiglia Pyuridae.

## Tassonomia
Comprende le seguenti specie: